# Bonifatius I van Toscane
Bonifatius I van Toscane (overleden voor 5 oktober 823) was de eerste, vermeende markgraaf van Toscane. Vermoedelijk was hij van Beierse afkomst. Zijn naam wordt voor het eerst geattesteerd in maart 812.
Na de dood van Pepijn de Korte wees Karel de Grote hem aan tot gouverneur van Italië. Hij was de graaf en hertog van Lucca. Doorgaans wordt hij beschouwd als de eerste margraaf van Toscane, omdat hij verschillende graafschappen (Pisa, Pistoia, Volterra en Luni) binnen dit gebied in bezit had.

## Huwelijk en kinderen
Uit zijn huwelijk met een onbekende vrouw kwamen Bonifatius II van Toscane, Berard (die zijn broer zal helpen om Corsica te verdedigen) en Richilde voort. Deze laatstgenoemde werd abdis. 